# 7-й військовий округ (Третій Рейх)

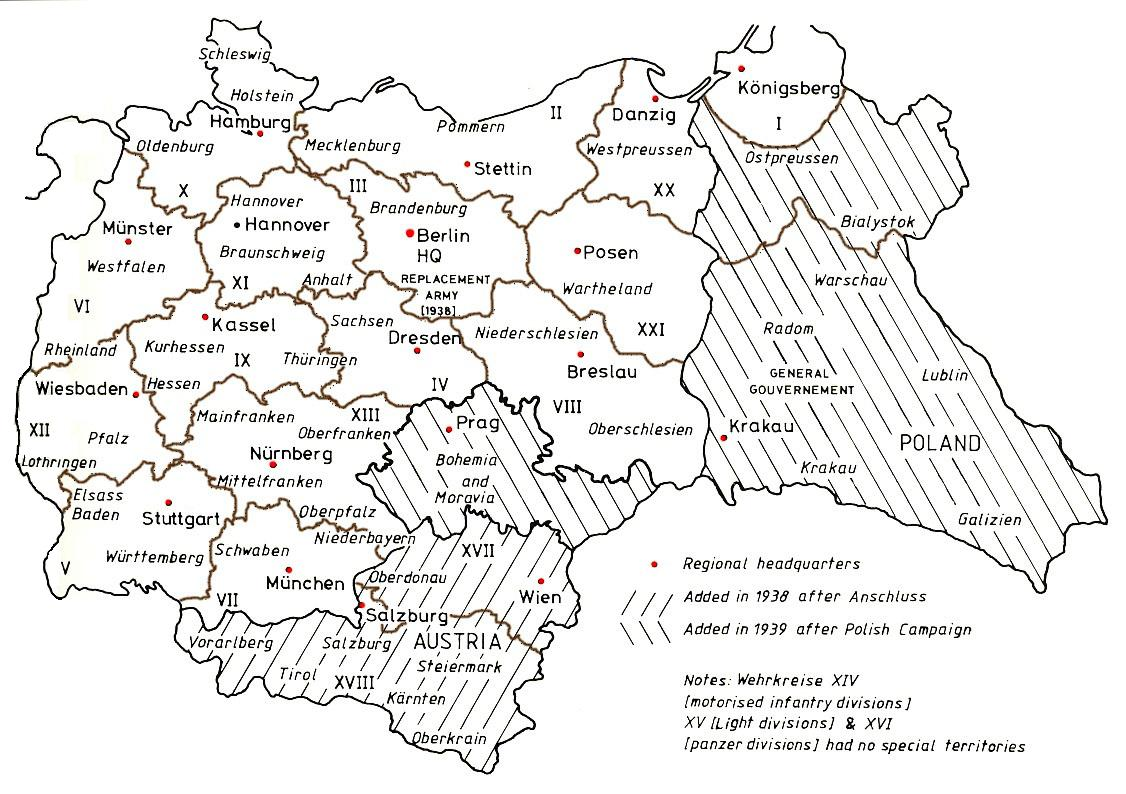
Карта військово-адміністративного розподілу Третього Рейху на 1944 рік

7-й військовий округ (нім. Wehrkreis VII) — одиниця військово-адміністративного поділу Збройних сил Німеччини за часів Веймарської республіки та Третього Рейху.

### Командування
Командувачі

#### Рейхсвер
- генерал від інфантерії Арнольд фон Мель (нім. Arnold Ritter von Möhl) (30 вересня 1919 — 1 січня 1923);
- генерал-лейтенант Отто фон Лоссов (нім. Otto von Lossow) (1 січня 1923 — 20 березня 1924);
- генерал артилерії барон Фрідріх Кресс фон Крессенштайн (нім. Friedrich Freiherr Kress von Kressenstein) (20 березня 1924 — 1 січня 1928);
- генерал артилерії Адольф фон Руйт (нім. Adolf Ritter von Ruith) (1 січня 1928 — 1 лютого 1930);
- генерал-лейтенант Вільгельм Ріттер фон Лееб (нім. Wilhelm Rittel von Leeb) (1 лютого 1930 — 1 жовтня 1933);

#### Вермахт
- генерал від інфантерії Вільгельм Адам (нім. Wilhelm Adam) (1 жовтня 1933 — 1 жовтня 1935);
- генерал артилерії Вальтер фон Райхенау (нім. Walter von Reichenau) (1 жовтня 1935 — 4 лютого 1938);
- генерал від інфантерії Ойген Ріттер фон Шоберт (нім. Eugen Ritter von Schobert) (4 лютого 1938 — 26 серпня 1939);
- генерал артилерії Едмунд Вахенфельд (нім. Edmund Wachenfeld) (26 серпня 1939 — 1 березня 1943);
- генерал від інфантерії Карл Крібель (нім. Karl Kriebel) (1 березня 1943 — 12 квітня 1945);
- генерал-лейтенант Генріх Грайнер (нім. Heinrich Greiner) (12 квітня — 8 травня 1945).